# 中国共産党第十一期中央委員会第三回全体会議
中国共産党第十一期中央委員会第三回全体会議（ちゅうごくきょうさんとうだい11きちゅうおういいんかいだい3かいぜんたいかいぎ）は、1978年12月18日から12月22日にかけて、北京で挙行された中国共産党中央委員会の会議。この会議の略称を第11期3中全会という。
中国共産党の歴史及び中華人民共和国建国以来、重要な意義を持つ会議であり、「新時代の遵義会議」と称される。この会議で、文化大革命期の清算及び改革開放路線が定まるとともに、毛沢東の後継者である華国鋒の失権と鄧小平の権力掌握が確定した。

## 背景
1976年10月6日、華国鋒党中央委員会第一副主席兼国務院総理は、葉剣英（党中央委員会副主席兼国防部長、元帥）、王震（国務院副総理）、李先念（国務院副総理）、汪東興（党中央弁公庁主任）らの協力を得て、江青ら四人組を逮捕、翌日の党中央政治局会議で党中央委員会主席兼党中央軍事委員会主席に選出された。しかし、華国鋒は文化大革命を推進した左派と実務者の右派との間のバランスを考慮して毛沢東の後継に選ばれていたに過ぎず、その政権基盤は弱かった。故に華国鋒は「毛主席の決定した事はすべて変えず、毛主席の指示にはすべて従う」とする「二つのすべて」を提起し、毛沢東の意向を盾に地位の安定を図った。
このため、文革路線はさらに継続することになり、文革中に失脚した古参幹部、特に四五天安門事件の首謀者として失脚した鄧小平の名誉回復を阻むことになった。毛沢東路線の見直しを期待していた葉剣英や陳雲、軍部は公然と華国鋒批判と鄧小平支持を表明、華国鋒は1977年7月の第10期3中全会において、鄧小平を党中央政治局常務委員、党中央委員会副主席、党中央軍事委員会副主席兼中国人民解放軍総参謀長、国務院常務副総理に復帰させざるを得なくなった。
この第10期3中全会で採択された路線は二つのすべての継続であり、鄧小平もこれを批判することはなかったが、1978年5月には「実践は真理を検証する唯一の基準である」と題する文章を発表し、「二つのすべて」批判を開始。また、六十一人叛徒集団事件など建国前からの冤罪事件を胡耀邦（党中央組織部長）に担当させ、「毛沢東の決定を覆してはならない」とする「二つのすべて」派に対する突破口とした。
1978年11月10日に始まった党中央工作会議で、陳雲・全国人民代表大会常務副委員長（党中央委員）は、廬山会議で失脚し非業の死を遂げた彭徳懐や文革で失脚した者の名誉回復、第一次天安門事件の再評価と、数々の冤罪を作り出した張本人で、1975年の死去時に「プロレタリア革命家」とされた康生の再評価をすることを要求、出席者はこぞって支持を表明した。華国鋒はついに鄧小平批判の誤りと、彭徳懐、陶鋳、薄一波、楊尚昆ら「反毛沢東」「反文革」とされて失脚した幹部の名誉回復を行い、康生とその部下で公安部長だった謝富治に対する審査が始まった。また、汪東興（党副主席兼党中央弁公庁主任）や呉徳（党政治局員兼北京市革命委員会主任）ら華国鋒体制を支える幹部が批判を受けた。華国鋒、汪東興は自己批判を強いられ、「二つのすべて」理論とその追従者が実権を失うことになった。

## 3中全会の決定事項
二つのすべて派の敗北で主導権を手にした鄧小平が会議を仕切り、以下のことを決定した。
- 長年継続してきた「階級闘争を以って綱要と為す（“以阶级斗争为纲”）」ことを放棄する。毛沢東同志が言っていた大規模な大衆による階級闘争は基本的に終結した。社会的矛盾に対しては憲法と法律が規定する秩序に従って解決する。
- 長年の左傾化の誤りと二つのすべて（両個凡是/Two Whatevers）の束縛を根本から否定する。
- 「思想を解放し、頭脳を始動させ、事実に基づいて真理を求める（実事求是）、前を見て一致団結する」指導方針を確定する。
- 経済改革を行い、自力更生の基礎の上に立ち世界各国との間で平等互恵関係に基づく経済協力を進め、先進的な技術を導入し、近代化に必要な科学と教育に関する政策を進める。
- 経済管理体制について権力の集中という欠点を改め、地方と企業に対して、国家の統一的な計画的指導の下、大胆に経営自主権を与える。
- 党の一元的な指導によって党と政府、党と企業とが別れていないという問題を解決する。中央の各部門、地方、企業及び労働者の主導性、積極性、創造性を発揮させる。
- 人民公社、生産大隊の所有権と自主権は法律により保護する。労働の量と質に応じて報酬を計算し、平均主義を克服する。人民公社社員の自留地、家庭の副業及び市場での売買を社会主義経済に必要な補完的部分であると位置付け、何人たりともこれに干渉を加えてはならない。
- 1976年4月5日の天安門事件は完全に革命的な行動であり、天安門事件の中心は全国人民の周恩来同志に対する哀悼と「四人組」に対する憤怒の声による偉大な革命行動だった。我が党は「四人組」を粉砕した大衆の基礎の上に立ち、全会一致で、党中央が出した「右からの巻き返しに反撃する運動」（1975年11月以降のトウ小平排撃運動）及び天安門事件に関する誤った文件を撤回する。
- 彭徳懐、陶鋳、薄一波、楊尚昆の名誉回復(なお文化大革命の最大の標的だった劉少奇の名誉回復はなされなかった[1])。
- 中央の指導者も含め党員は個人的な意見を「指示」と称してはならない。全ての党員に対し上からの指導に対して中央常務委員会にそれを批判する意見を提出する権利を保障する。

これらにより、階級闘争から経済建設に指導方針が転換され、中国は鄧小平を核として第二世代の指導の下、中国は改革開放路線を採用、中国の特色を持つ社会主義市場経済の建設を進めることになった。
なお、これらの決定は、先立つ1978年12月13日の鄧小平講話の路線を集約させたものだった。

## 人事異動
同会議で、陳雲が中央政治局常務委員・党中央委員会副主席に選出され、鄧穎超（周恩来未亡人）、胡耀邦、王震が政治局委員に選ばれた。黄克誠、宋任窮、胡喬木、習仲勲、王任重、黄火青、陳再道、韓光、周恵が中央委員に補充された。また、中央規律検査委員会が発足し、第一書記に陳雲、第二書記に鄧穎超、第三書記に胡耀邦、黄克誠を常務書記、王鶴寿などを副書記に選出した。
また会議閉幕後の12月25日に中央政治局会議が開催され、以下の通り人事異動があった。
任命
- 胡耀邦  中央委員会秘書長、中央宣伝部長（中央組織部長は宋任窮が引き継ぐ）
- 胡喬木  毛沢東著作編纂委員会弁公室主任
- 姚依林  中央弁公庁主任
- 宋任窮  中央組織部長

解任
- 汪東興  中央弁公庁主任、中央警衛局長、8341部隊政治委員、党委書記、毛沢東著作編纂委員会弁公室主任（中央委員会副主席、中央政治局常務委員には留任）
- 呉徳  政治局委員（すでに11月の段階で北京市革命委員会主任を解任）

## 「改革開放路線の始まり」か？
三中全会の決定をまとめたコミュニケ(公報)は「党の活動の中心点を経済建設に移行させる」ことを宣言し、中国人民の経済的基盤である農業生産の回復と成長を喫緊の課題であると提起している。
しかしそのための政策は主に文化大革命によって混乱した人民公社の再建と秩序回復に焦点が当てられており生産責任制のような「改革開放」と呼ぶべき斬新な政策を打ち出したわけではない。
公報および同時に確認された「農業発展の加速に関する若干の問題に関する決定案」は人民公社(生産隊)による集団所有制度が基礎であり労働力や資産の占有は認めないとしている。
本会議が従来の文化大革命と「四人組・林彪批判運動」を収拾したことで中国の経済発展の起点となったのは確かである。しかし本会議を主導した党幹部の間でさえ改革をどこまで進めるかには温度差があった。
政治路線としての「改革開放」は鄧小平ら積極的改革派がその後の論争を勝ち抜いた結果打ち立てられたものであり、本会議が「改革開放」という路線を採択したわけではなかった。
鄧小平自身や人民日報が「改革開放」という言葉を使い始めたのは本会議から6年後の1984年のことである。
東京大学名誉教授の高原明生は、改革開放路線の起点として本会議が広く言及される理由は「中国共産党自身がそう言っているから」であると述べており、のちに党の実権を確保した鄧小平らが「改革開放以外の路線」を敗者と規定するために本会議の重要性を殊更に強調していると示唆している。